# Правая кисть
Правая кисть — рассказ Александра Исаевича Солженицына, написанный в 1960 году.
Действие рассказа происходит весной 1954 года, что подтверждается возрастом Солженицына на тот момент (35 лет). Автор вернулся к рассказу в конце ноября 1963 года, во время работы над повестью «Раковый корпус». 
Александр Твардовский, прочитав рассказ в 1965 году сказал: «Описательная часть очень хороша, но вообще — это страшнее всего, что вы написали» и даже не стал показывать его членам редакции «Нового мира». Журналы «Огонёк», «Литературная Россия» и «Москва» также отказались печатать его. 
Впервые рассказ был опубликован в издаваемом в Германии журнале «Грани» (№ 69) в 1968 году. В Советском Союзе выпускался самиздатом.

## Сюжет
Первую половину рассказа автор описывает свои прогулки вокруг медицинского института в Ташкенте, где он находился на лечении от рака. Во время одной из прогулок, ему встречается человек, стоящий возле чайханы и говорящий «Товарищи… Товарищи…», прося о помощи. Бобров, как он сам представился, был тяжело болен, но из-за отсутствия местной прописки не мог попасть в больницу на лечение.
У этого человека был непомерный живот, больше, чем у беременной, — мешком обвисший, распирающий грязно-защитную гимнастёрку и грязно-защитные брюки. [...] Я видел его руку, его правую кисть — такую маленькую, со вздувшимися бурыми венами, с кругло-опухшими суставами, почти неспособную вытянуть справку из бумажника. И вспомнил эту моду — как пешего рубили с коня наотмашь наискосок. Странно… На полном размахе руки доворачивала саблю и сносила голову, шею, часть плеча эта правая кисть. А сейчас не могла удержать — бумажника…Правая кисть
Автор помогает ветерану дойти до приёмного покоя и пытается договориться о его определении в больницу, но даже несмотря на единственную сохранившуюся у него справку о службе в революционном отряде «Особого Назначения», ему отказывают.